# Сајо Пумпутис
Сајо Родригес Пумпутис (порт. Caio Rodrigues Pumputis; Сао Пауло, 8. јануар 1999) бразилски је пливач чија специјалност су трке мешовитим и прсним стилом. 

## Спортска каријера
На међународној сцени је дебитовао 2017. на светском јуниорском првенству у америчком Индианаполису где се пласирао у финала трка на 200 мешовито (пето место) и 4×200 слободно (осмо место). 
На почетку сениорске каријере, у августу 2018, поставио је нови рекорд Јужне Америке у трци на 100 мешовито у малим базенима (веме 51,83 секунди). У децембру исте године учествовао је и на светском првенству у малим базенима у кинеском Хангџоу, где је успео да се пласира у два финала (5. место на 200 мешовито и 8. на 100 мешовито). 
Први наступ на светским првенствима у великим базенима имао је у Квангџуу 2019. где је наступио у две дисциплине. У трци на 200 мешовито заузео је 23. место у квалификацијама, док је у трци на 200 прсно дисквалификован.  
Први велики успех у каријери остварио је на Панамеричким играма 2019. у Лими где је освојио сребрну медаљу у трци на 200 мешовито. 